# Разбој Жупски
Разбој Жупски (Жупски Разбој) је насељено мјесто у општини Србац, Република Српска, БиХ.

## Становништво
| Демографија | Демографија | Демографија |
| Година      | Становника  | Становника  |
| ----------- | ----------- | ----------- |
| 1948.       | 516         |             |
| 1953.       | 508         |             |
| 1961.       | 521         |             |
| 1971.       | 575         |             |
| 1981.       | 511         |             |
| 1991.       | 482         |             |
| 1993.       | 449         |             |